# Сараярви, Яни
Яни Сараярви (фин. Jani Sarajärvi; род. 9 сентября 1979, Пудасъярви) — финский футболист и тренер.

## Карьера
В качестве футболиста выступал за ряд финских клубов и шведский «Норрчёпинг». Играл за молодежную сборную страны, а в 2005 году провел один единственный матч за главную национальную команду Финляндии: 12 марта защитник принял участие в товарищеском поединке против Кувейта (1:0). Он вышел в стартовом составе, но уже на 21-й минуте был заменен на Туомо Кёнёнена.
После окончания карьеры стал наставником. Сараярви закончил тренерские курсы Лиссабонского университета: его преподавателями в нем были Жозе Моуринью и Жозе Моуринью и Педру Кайшинья. Начинал свою карьеру на родине, а в 2020 году специалист находился в системе эквадорого «Индепендьенте дель Валье».
В ноябре 2021 года Сааярви вошел в тренерский штаб бельгийца Тома Саинтфита в сборной Гамбии в качестве видеоаналитика. Вскоре он помог «скорпионам» впервые в своей истории выйти в четвертьфинал на дебютном Кубке африканских наций в Камеруне. В начале 2024 года был назначен главным тренером дебютанта высшей лиги Эстонии «Нымме Юнайтед», но уже после четырёх туров был уволен.

## Достижения
- Победитель Кубка финской Лиги (3): 2000, 2004, 2005.